# A Bola
А Бо́ла (порт. A Bola) («Мяч») — португальская ежедневная национальная спортивная газета. Редакционная политика издания направлена, в первую очередь, на освещение футбола, данному виду спорта посвящено около 90 % материалов.

## История
Первый номер газеты вышел в 1945 году, у истоков создания газеты стояли два футболиста, в будущем тренеры сборной Португалии по футболу — Кандиду ди Оливейра и Рибейру душ Рейш.
27 января 1995 года издание было награждено национальным Орденом Инфанта дона Энрике. С февраля того же года газета стала выходить в ежедневном режиме. С января 2000 года метериалы «А Бола» доступны на интернет-сайте газеты.
Помимо Португалии газета пользуется большой популярностью среди португальских эмигрантов за границей, и широко читается на территории прежних португальских колоний в Африке.